# Stadio do Bessa Século XXI
Lo Stadio do Bessa Século XXI (in portoghese Estádio do Bessa Século XXI) è uno stadio situato nel quartiere di Boavista della città di Porto, in Portogallo. Ospita le gare casalinghe del Boavista e ha una capienza di 28 263 posti.
Sorge sul medesimo luogo in cui si trovava il Campo do Bessa, edificato nel 1911. I lavori per la sua costruzione iniziarono nel 1999 e finirono nel 2003. È stato sede di alcune partite del campionato d'Europa 2004.

## Campionato europeo di calcio 2004
- Grecia -  Spagna 1-1 (Gruppo A, 16 giugno)
- Lettonia -  Germania 0-0 (Gruppo D, 19 giugno)
- Danimarca -  Svezia 2-2 (Gruppo C, 22 giugno)

Tutte le partite facevano parte della fase a gironi (primo turno).

## Campionato europeo UEFA Under-21 2006
- Paesi Bassi -  Ucraina 3-0 (Finale, 4 giugno)